# 尾道市立三庄小学校
尾道市立三庄小学校（おのみちしりつ みつのしょうしょうがっこう）は、広島県尾道市因島三庄町に存在した小学校である。

2015年度より同校、尾道市立土生小学校と尾道市立田熊小学校の3小学校が統合した尾道市立因島南小学校がスタートを切った。

## 校歌
- 詩人の葛原しげるが作詞者である。
- 作曲家の山本雅之が作曲者である。

## 学区

### 通学区域
- 特別な事情がない限り、以下の地域の児童全員が同校に通学することとなっている。

- 因島三庄町大字なし全域
- 因島椋浦町大字なし全域

### 中学校
- 以下に特別な事情なき同校児童全員の進学先を年度別に列挙する。

| - 2009年度以前 - 尾道市立三庄中学校 | - 2010年度以後 - 尾道市立因島南中学校 |

## 学区の地理

### 地理歴史
概要
史跡

### 教育機関
| - 幼稚園 - 尾道市立三庄幼稚園 | - 統廃合された教育機関 - 因島市立椋浦小学校 - 尾道市立三庄中学校 |